# Olga Appell
Olga Appell (geb. Avalos; * 2. August 1963 in Victoria de Durango) ist eine ehemalige US-amerikanische Langstreckenläuferin mexikanischer Herkunft.
Sie begann erst 1987 mit dem Laufsport, als sie in Deutschland lebend nach der Geburt ihres ersten Kindes in Form kommen wollte. Unter Anleitung ihres US-amerikanischen Ehemanns, des ehemaligen US-amerikanischen Hindernisläufer Brian Appell, machte sie schnelle Fortschritte und gewann 1989 den Bietigheimer Silvesterlauf.
1990 kam sie bei den Crosslauf-Weltmeisterschaften in Aix-les-Bains auf den 137. Platz, siegte beim Trierer Stadlauf und wurde Neunte beim Twin Cities Marathon. Im Jahr darauf wurde sie Dritte beim Houston-Marathon und triumphierte beim Marathon der Panamerikanischen Spiele in Havanna. Bei den Weltmeisterschaften in Tokio schied sie über 10.000 Meter im Vorlauf aus.
1992 siegte sie beim Long-Beach-Marathon und beim Maratón de la Comarca Lagunera. Beim Marathon der Olympischen Spiele in Barcelona kam sie nicht ins Ziel. Im weiteren Verlauf der Saison gewann sie den Hokkaidō-Marathon und den Monterrey-Marathon.
1993 folgten einem zweiten Platz beim Tokio-Halbmarathon Siege beim River Bank Run und beim Sapporo-Halbmarathon. Bei den Weltmeisterschaften in Stuttgart kam sie über 10.000 Meter auf den 14. Platz, und beim New-York-City-Marathon wurde sie Zweite.
1994 wurde sie Dritte beim Tokio-Halbmarathon. Kurz nachdem sie am 25. Februar die US-Staatsangehörigkeit erhalten hatte, gewann sie den Los-Angeles-Marathon. Nach Siegen beim Lilac Bloomsday Run, dem River Bank Run und dem Hokkaidō-Marathon wurde sie im Herbst Zweite beim Arturo Barrios Invitational und Sechste beim New-York-City-Marathon.
Im darauffolgenden Jahr kam sie bei den Crosslauf-Weltmeisterschaften 1995 in Durham auf den 14. Platz, wurde Zweite beim Jacksonville River Run, siegte beim Vancouver Sun Run und wurde Vierte beim Berlin-Marathon.
1996 schied sie bei den Olympischen Spielen in Atlanta über 10.000 Meter im Vorlauf aus und gewann den Twin Cities Marathon.
1994 wurde sie US-Meisterin im Crosslauf und über 10.000 Meter.

## Persönliche Bestzeiten
- 10.000 m: 32:03,42 min, 16. April 1994, Walnut
- 10-km-Straßenlauf: 31:46 min, 16. Oktober 1994, Chula Vista
- 15-km-Straßenlauf: 49:05 min, 11. März 1995, Jacksonville
- Halbmarathon: 1:08:34 h, 24. Januar 1993, Tokio
- 25-km-Straßenlauf: 1:25:26 h,	14. Mai 1994, Grand Rapids
- Marathon: 2:27:59 h, 6. Oktober 1996,	Saint Paul